# 6526 Matogawa
6526 Matogawa este un asteroid din centura principală de asteroizi.

## Descriere
6526 Matogawa este un asteroid din centura principală de asteroizi. A fost descoperit pe 1 octombrie 1992 la Kitami de Kin Endate și Kazuro Watanabe. El prezintă o orbită caracterizată de o semiaxă mare de 2,22 ua, o excentricitate de 0,18 și o înclinație de 5,1° în raport cu ecliptica.